# Burgos da cidade de Nova Iorque
| Os cinco burgos da cidade de Nova Iorque                  |                       |            |                     |                 |
| Jurisdição                                                | Jurisdição            | População  | Área                | Área            |
| Burgo                                                     | Condado               | Censo 2020 | Em milhas quadradas | Em km quadrados |
| (1) Manhattan                                             | Nova Iorque           | 1 694 251  | 22.7                | 58.8            |
| (2) Brooklyn                                              | Kings                 | 2 736 074  | 69.4                | 179.7           |
| (3) Queens                                                | Queens                | 2 405 464  | 108.7               | 281.5           |
| (4) Bronx                                                 | Bronx                 | 1 472 654  | 42.2                | 109.3           |
| (5) Staten Island                                         | Richmond              | 495 747    | 57.5                | 148.9           |
| Cidade de Nova Iorque                                     | Cidade de Nova Iorque | 8 804 190  | 302.64              | 778.17          |
| Estado de Nova Iorque                                     | Estado de Nova Iorque | 20 201 249 | 47 126,40           | 122 056,82      |
| Fonte: Departamento do Censo dos Estados Unidos 2010–2020 |                       |            |                     |                 |

Os burgos da cidade de Nova Iorque (em inglês:  boroughs of New York City): constituem as cinco municipalidades em que se subdivide administrativamente a cidade de Nova Iorque, EUA. Os cinco burgos são: Bronx, Brooklyn, Manhattan, Queens e Staten Island. Cada burgo coincide territorialmente com um dos condados em que se subdivide o Estado de Nova Iorque. Os burgos de Queens e Bronx são concomitantes com os condados de mesmo nome, enquanto os burgos de Manhattan, Brooklyn e Staten Island coincidem com os territórios dos condados de Nova Iorque, Kings e Richmond, respetivamente.
Todos os cinco distritos surgiram com a criação da moderna cidade de Nova York em 1898, quando o condado de Nova York, o condado de Kings, parte do condado de Queens e o condado de Richmond foram consolidados dentro de um único governo municipal sob uma nova carta de foral da cidade. Todos os antigos municípios da cidade recém-consolidada foram eliminados.
O termo "burgo" (em inglês:  borough) foi adotado para descrever uma forma exclusiva de administração estadual na então recém-fundada Nova Iorque. Tecnicamente, em virtude das leis do estado de Nova Iorque, um burgo é uma unidade de administração municipal criada de acordo com o condado na qual está inserida. Esta legislação difere significantemente da administração adotadas nos estados de Connecticut, Nova Jérsei, Pensilvânia e Alasca, entre outros.
Este tipo de subdivisão administrativa foi estabelecida primeiramente em 1898, quando a cidade e cada burgo adotaram os limites atuais. Contudo, os burgos nem sempre coexistiram com seu respetivos condados. Antes de 1914, o burgo do Bronx integrava o condado de Westchester, que por sua vez, esteve anexado ao condado de Nova Iorque em 1874 e 1895. Finalmente, a partir de 1914, o condado foi estabelecido para coincidir com o burgo. Até 1899, o condado de Queens englobou uma parte oriental, que desmembrou-se para formar o condado de Nassau.

## Antecedentes
A Cidade de Nova Iorque é referida coletivamente como "Os Cinco Burgos" (The Five Boroughs); sendo este termo empregado para diferenciar as subdivisões da Região Metropolitana de Nova Iorque. O termo também é comumente utilizado por figuras políticas enfatizando Manhattan ou citando os cinco distritos em igual nível de proeminência. Todos os cinco boroughs foram fundados em 1898, durante a consolidação dos limites da cidade. 

### Modificações
Originalmente, o Bronx incluía partes do condado de Nova Iorque fora de Manhattan anteriormente cedidas pelo condado de Westchester em dois períodos; em 1874 e em seguida após um referendo de 1894. Finalmente, em 1914, o Bronx desmembrou-se do condado, tornando-se o mais recente condado no estado. 
O burgo de Queens consiste no que anteriormente era a porção oriental do condado do Queens. Em 1899, as três cidades a oeste do Condado do Queens que não haviam sido absorvidas por Nova Iorque — Hempstead, North Hempstead e Oyster Bay — desmembraram-se do condado e formaram o condado de Nassau.
O burgo de Staten Island, atualmente coexistente com o condado de Richmond, foi oficialmente o "burgo de Richmond" até a mudança de nome em 1975 visando enfatizar sua comum apelação. Em contrapartida, o nome do condado permaneceu inalterado.

## Características

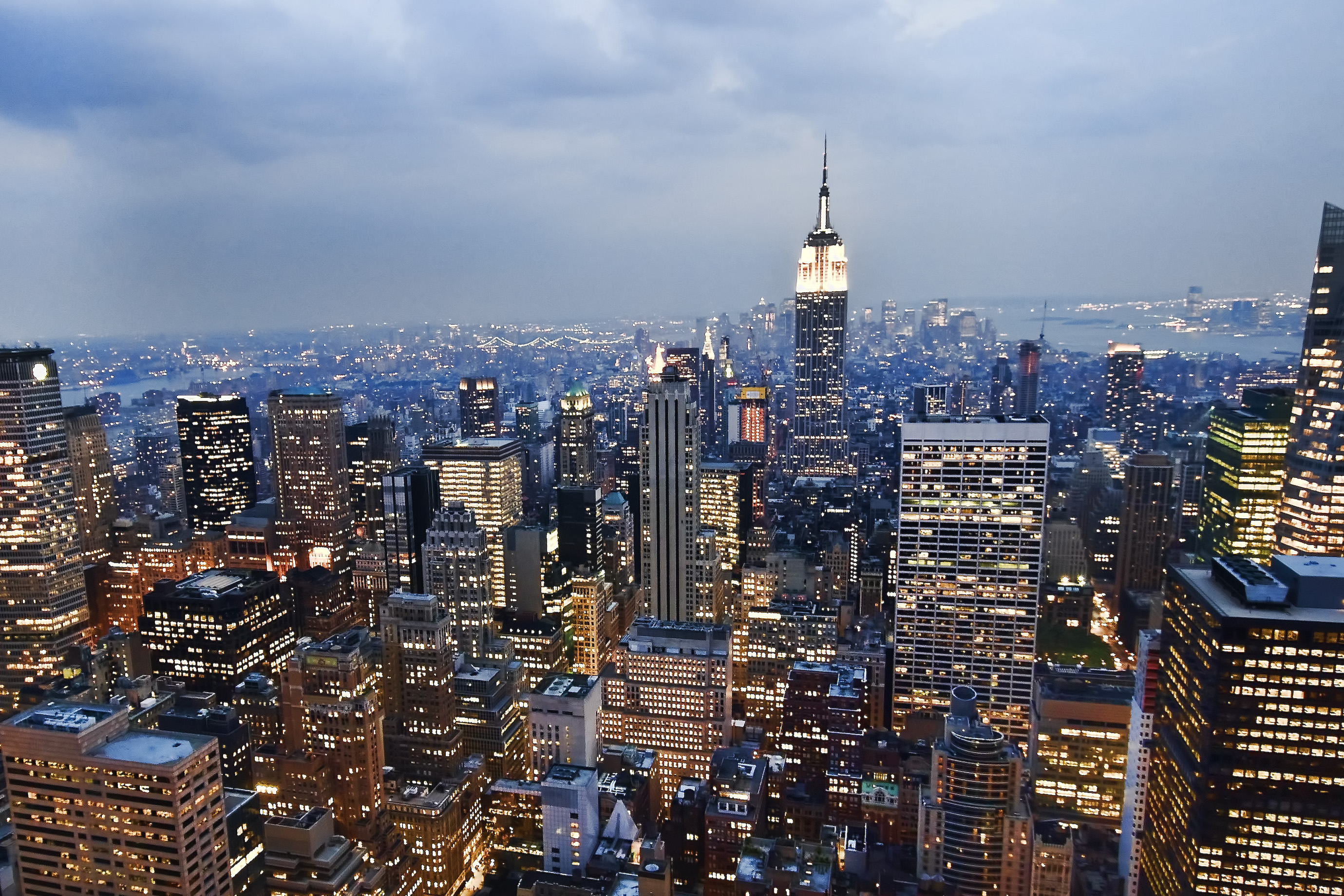
Manhattan é o centro financeiro, cultural e administrativo de Nova Iorque.

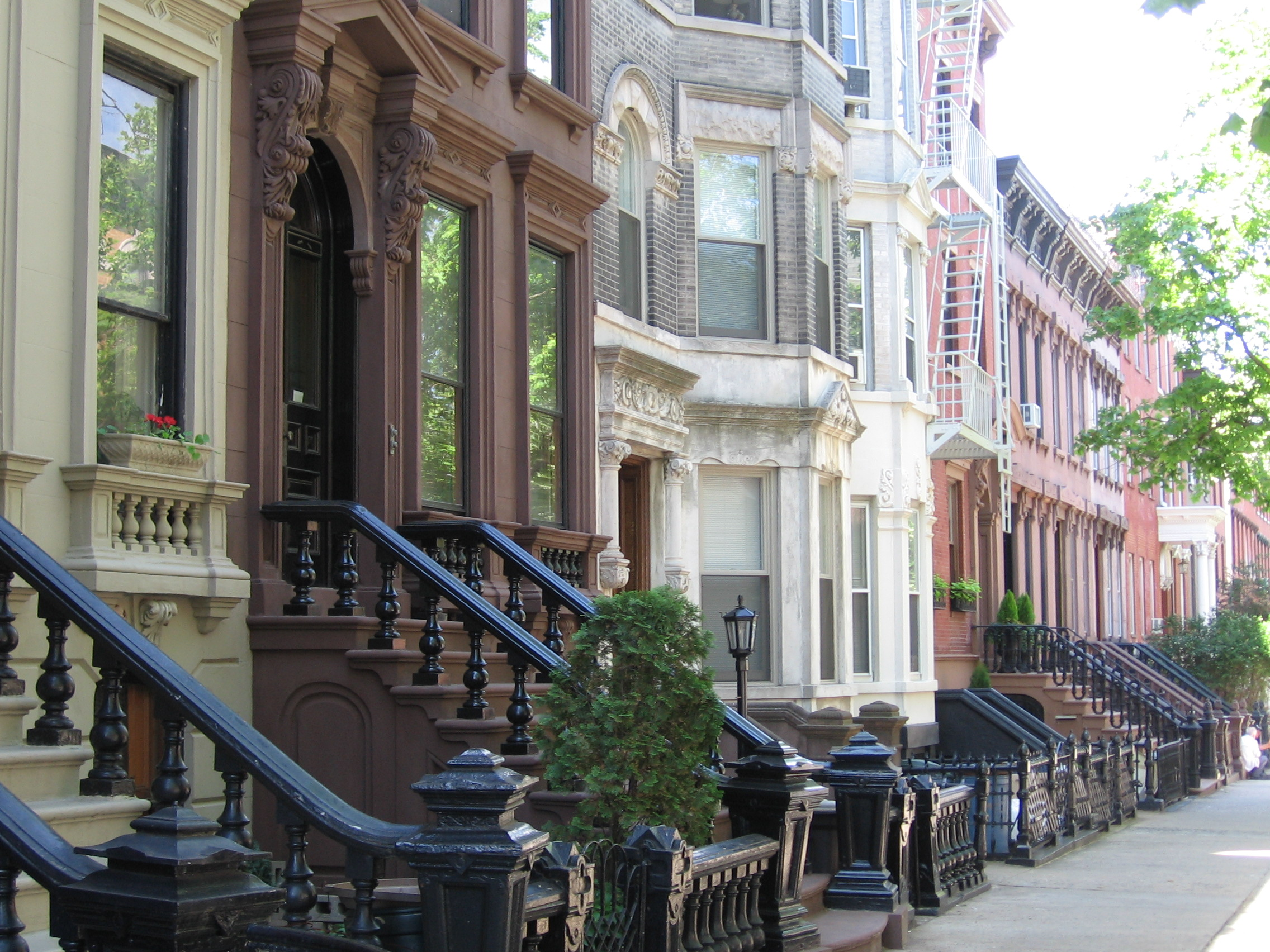
Residências históricas em Greenpoint, Brooklyn, o mais populoso burgo de Nova Iorque.

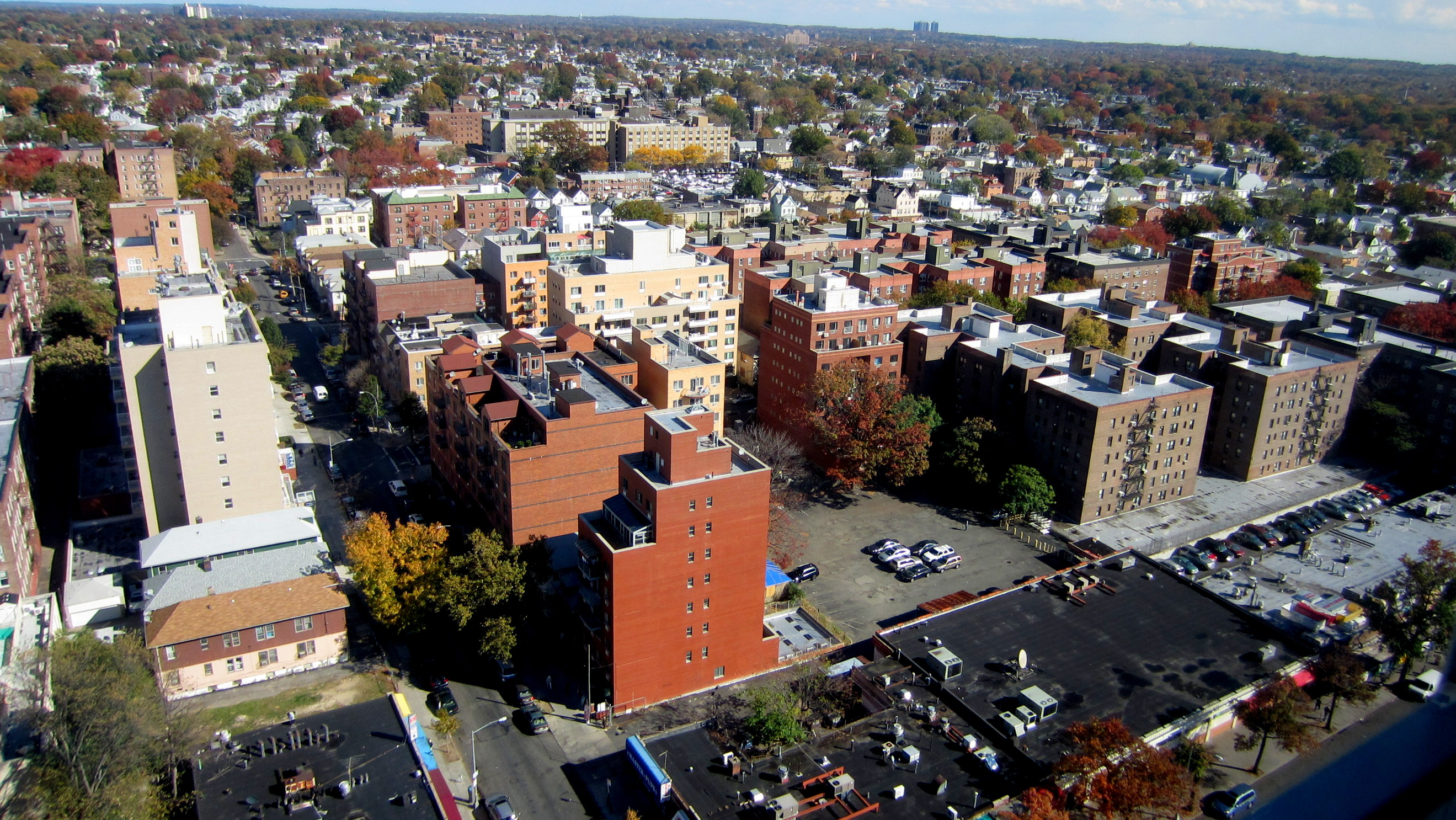
Queens é o maior e mais diverso burgo da cidade.

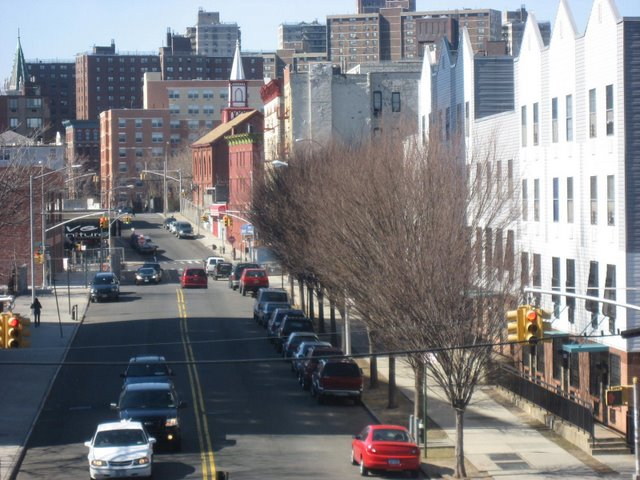
O Bronx é o único burgo situado no continente.

A Cidade de Nova Iorque é composta por uma centena de distintos bairros, subdivididos entre os cinco burgos. Cada bairro reserva características peculiares em sua história e cultura.  

### Manhattan(condado de Nova Iorque)
Manhattan é o menor burgo em área geográfica e o mais densamente povoado. É também ícone da Cidade de Nova Iorque no exterior por abrigar a grande maioria de seus edifícios e pontos turístico proeminentes, como a Times Square e o Central Park. Localmente, a região é conhecida simplesmente por "The City" ("A Cidade"). Manhattan possui densidade populacional de 27.812 hab./km², uma taxa superior a qualquer outro condado ou cidade dos Estados Unidos. Centro cultural, administrativo e financeiro da Cidade de Nova Iorque, Manhattan é sede de corporações multinacionais, das Nações Unidas, de Wall Street e diversas instituições educacionais de significância nacional.
A maior porção territorial do burgo compreende a ilha homônima, situada na bacia do rio Hudson. Diversas ilhas menores também integram o burgo de Manhattan; incluindo Roosevelt Island no rio East e Governors Island na Baía de Nova Iorque. A famosa Ilha da Liberdade, banhada pelas águas de Nova Jérsei, na verdade compõe também o burgo de Manhattan na forma de um exclave. A Ilha de Manhattan é ligeiramente subdividida em Lower, Midtown e Upper. Esta última é limitada ao norte pelos bairros Upper East Side e Upper West Side, fazendo limite com o Harlem. O borough também compreende o pequeno bairro continental Marble Hill.

### Brooklyn(condado de Kings)
Situado na porção oriental de Long Island, o Brooklyn é o burgo mais populoso de Nova Iorque. Notório também por sua diversidade cultural, social e étnica, seu cenário artístico independente e bairros característicos. O burgo abriga ainda Downtown Brooklyn, o maior bairro e o segundo maior distrito financeiro da cidade de Nova Iorque; assim como a região costeira de Coney Island, fundada em 1870 como um dos primeiros parques temáticos no país. A região também é servida pelos parques Marine Park e Prospect Park.

### Queens(condado de Queens)
O Queens é o maior burgo em área geográfica e o condado estadunidense de maior diversidade étnica, sendo também considerado a região urbana mais diversa do planeta. Historicamente, um conjunto de pequenas cidades e vilas fundadas por imigrantes holandeses, a região desenvolveu-se comercialmente e atingiu níveis residenciais. Ao longo da história, o bairro Downtown Flushing tornou-se um uma área de intenso movimento urbano e um dos mais movimentos bairros da cidade de Nova Iorque. O Queens abriga grandes construções de utilidade pública, como o Citi Field - sede da equipe de baseball New York Mets - e as quadras de tênis do Flushing Meadows-Corona Park, utilizadas no US Open. Por outro lado, a região também sedia dois dos três maiores aeroportos servindo a metrópole: Aeroporto Internacional John F. Kennedy e Aeroporto LaGuardia.

### Staten Island(condado de Richmond)
Staten Island é considerado o mais suburbano dos cinco burgo. É conectado ao Brooklyn através da Ponte Verrazano-Narrows e a Manhattan pelo serviço de balsas local, que também serve como atração turística. Na região central, a região é servida pelo Staten Island Greenbelt - um complexo de áreas verdes de aproximadamente 2.500 acres abrigando mais de 45 km de trilhas de passeio.

### Bronx(condado do Bronx)
O Bronx é o mais setentrional e o único burgo de Nova Iorque localizado em terras continentais. A região abriga o Yankee Stadium, sede do time de baseball New York Yankees, além de diversas corporações imobiliárias, como a Co-op City. Além disso, a população local é servida pelo Zoológico do Bronx, o terceiro maior zoológico metropolitano do planeta, com mais de 107 hectares e 6.000 animais. Por sua vez, o parque Pelham Bay Park é o maior parque pública da Cidade de Nova Iorque, com mais de 2,765 acres.

## O Sexto Burgo

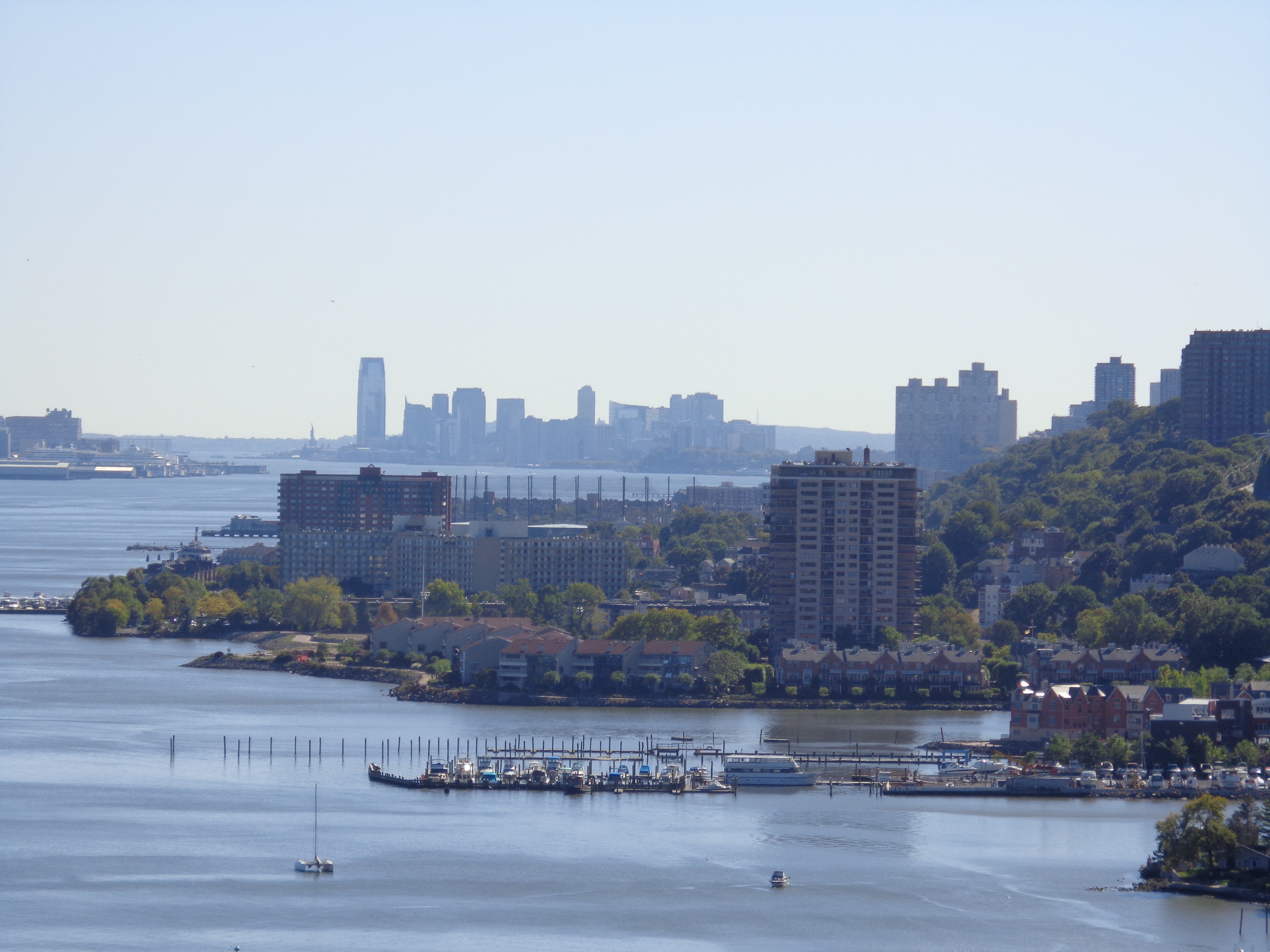
Hudson Waterfront é uma das localidades referidas como "Sexto Burgo".

O termo "Sexto Burgo" (em inglês:  Sixth Borough) refere-se a qualquer localidade metaforicamente considerada parte da cidade de Nova Iorque por questões geográficas, demografia, afiliação histórica e cultural ou perfil cosmopolitano. Tais localidades têm sido referidas como cidades adjacentes ou condados na Região Metropolitana de Nova Iorque, bem como em outros estados, territórios ou países estrangeiros. Em 2011, o então Prefeito Michael Bloomberg referiu-se à zona litorânea da cidade como parte do "sexto borough", incluindo a histórica Governors Island, situada na Baía de Nova Iorque. A margem do rio Hudson, no estado de Nova Jérsei e na direção exatamente oposta a Manhattan, também costumam receber esta significação por conta da afiliação histórica entre as administrações de ambas as localidades. Por sua vez, as cidades de Jersey City e Hoboken, no Condado de Hudson, são também referidas como parte do "sexto borough" devido sua proximidade e conexões com Nova Iorque através do sistema PATH. Fort Lee, no Condado de Bergen, também têm sido incluída na categoria por conta da ligação rodoviária pela Ponte George Washington.